# Halenia minima
Halenia minima är en gentianaväxtart som beskrevs av Allen. Halenia minima ingår i släktet Halenia och familjen gentianaväxter. Inga underarter finns listade i Catalogue of Life.